# Campionati italiani assoluti di atletica leggera 1914
I IX campionati italiani assoluti di atletica leggera si sono tenuti a Milano dal 26 al 27 settembre presso la pista dell'Unione Sportiva Milanese, che aveva uno sviluppo di 375 metri. Furono assegnati ventisette titoli in altrettante discipline, tutti in ambito maschile.
Il programma delle gare rimase pressoché invariato rispetto a quello dell'edizione differente, con l'unica differenza della staffetta 4×440 iarde che su sostituita dalla staffetta 4×400 metri.
I titoli italiani della maratona e della marcia 42 km furono assegnati in una manifestazione indipendente a Legnano il 29 novembre, mentre quello della corsa campestre ad Alessandria il 22 marzo.

## Risultati

### Le gare del 26-27 settembre a Milano
| Specialità                                | Oro                                                                                | Prestazione | Argento                                                                          | Prestazione | Bronzo                                                                               | Prestazione   |
| Corse                                     |                                                                                    |             |                                                                                  |             |                                                                                      |               |
| 100 m                                     | Franco Giongo Virtus Atletica Bologna                                              | 11"2/5      | Giuseppe Alberti Football Club Internazionale Milano                             | a 20 cm     | Carlo Chiavelli libero                                                               | a 80 cm       |
| 200 m                                     | Franco Giongo Virtus Atletica Bologna                                              | 23"2/5      | Dante Bertoni Società Ginnastica Gallaratese                                     | 24"0        | Giuseppe Bernardoni Unione Sportiva Milanese                                         | 24"2/5        |
| 400 m                                     | Franco Giongo Virtus Atletica Bologna                                              | 51"3/5      | Emilio Lunghi Sport Club Italia                                                  | a 30 cm     | Carlo Chiavelli libero                                                               | 52"0          |
| 800 m                                     | Emilio Lunghi Sport Club Italia                                                    | 2'02"3/5    | Mario Candelori Società Ginnastica Roma                                          | 2'05"0      | Mario Soffientini Football Club Internazionale Milano                                | a 4 metri     |
| 1500 m                                    | Mario Candelori Società Ginnastica Roma                                            | 4'17"1/5    | Fortunato Zanti Sport Club Italia                                                | 4'24"2/5    | Paolo Bodoira Sport Club Italia                                                      | 4'27"0        |
| 5000 m                                    | Primo Brega libero                                                                 | 15'57"0     | Luigi Allievi Unione Sportiva Milanese                                           | 16'08"1/5   | Valeriano Arri Sport Club Audace Torino                                              | 16'33"4/5     |
| 10 000 m                                  | Carlo Speroni Unione Sportiva Busto Arsizio                                        | 32'34"3/5   | Giuseppe Bausola Unione Sportiva La Piemonte                                     | 33'33"1/5   | Giuseppe Masarotti Unione Sportiva La Piemonte                                       | 34'23"0       |
| Mezza maratona (20 km su pista)           | Carlo Speroni Unione Sportiva Busto Arsizio                                        | 1h06'36"    | Giuseppe Bausola Unione Sportiva La Piemonte                                     | 1h07'30"    | Umberto Blasi Macao Roma                                                             | 1h10'08"      |
| 110 m hs                                  | Giovanni Villa Unione Sportiva Milanese                                            | 16"2/5      | Angelo Bramani Unione Sportiva Milanese                                          | a 2 metri   | Giuseppe Cicutti di Udine                                                            | a 1 metro     |
| 400 m hs                                  | Giuseppe Bernardoni Unione Sportiva Milanese                                       | 1'02"0      | Angelo Vigani Sport Club Italia                                                  | 1'02"2/5    | Angelo Grosselli Sport Club Italia                                                   | 1'03"1/5      |
| 1200 m siepi                              | Angelo Grosselli Sport Club Italia                                                 | 3'39"1/5    | Guido Calvi Società Ginnastica Roma                                              | 3'48"0      | Angelo Vigani Sport Club Italia                                                      | 3'58"3/5      |
| Marcia 1500 m                             | Fernando Altimani Unione Sportiva Milanese                                         | 6'27"2/5    | Donato Pavesi Unione Sportiva Abbiatense                                         | 6'34"4/5    | Mario Puricelli Unione Sportiva Milanese                                             | 6'38"3/5      |
| Marcia 10 000 m                           | Giovanni Galli Virtus Milano                                                       | 46'33"3/5   | Donato Pavesi Unione Sportiva Abbiatense                                         | 48'46"0     | Antonio Sala Agamennone Milano                                                       | 49'20"0       |
| Staffetta 4×400 m                         | Virtus Atletica Bologna Gianercole Salvi Vittorio Costa Colombo Franco Giongo      | 3'39"1/5    | Sport Club Italia Angelo Grosselli Emilio Lunghi Paolo Bodoira Angelo Vigani     | 3'40"2/5    | FC Internazionale Milano Giuseppe Butti Mario Soffientini Giuseppe Sauro Luigi Binda | a 20 metri    |
| Staffetta olimpionica (200+200+400+800 m) | Sport Club Italia Apollino Barelli Giuseppe Casnati Angelo Grosselli Emilio Lunghi | 3'46"1/5    | Società Ginnastica Roma Claudio Carpi Filippo Rosati Guido Calvi Mario Candelori | s/t         | FC Internazionale Milano Giuseppe Butti Luigi Binda Alberto Moresco Giuseppe Sauro   | s/t           |
| Salti                                     |                                                                                    |             |                                                                                  |             |                                                                                      |               |
| Salto in alto                             | Carlo Andreoli Football Club Internazionale Milano                                 | 1,715 m     | Edoardo Sesti Società Bergamasca di Ginnastica e Sports Atletici Atalanta        | 1,665 m     | Emilio Brambilla Forza e Coraggio Milano                                             | 1,655 m       |
| Salto in alto da fermo                    | Carlo Butti Football Club Internazionale Milano                                    | 1,347 m     | Edoardo Sesti Società Bergamasca di Ginnastica e Sports Atletici Atalanta        | 1,315 m     | Non assegnata                                                                        | Non assegnata |
| Salto in alto da fermo                    | Carlo Butti Football Club Internazionale Milano                                    | 1,347 m     | Luigi Binda Football Club Internazionale Milano                                  | 1,315 m     | Non assegnata                                                                        | Non assegnata |
| Salto in alto da fermo                    | Carlo Butti Football Club Internazionale Milano                                    | 1,347 m     | Carlo Andreoli Football Club Internazionale Milano                               | 1,315 m     | Non assegnata                                                                        | Non assegnata |
| Salto con l'asta                          | Giacomo Erba Forza e Coraggio Milano                                               | 3,245 m     | Francesco Ventura Forza e Coraggio Milano                                        | 3,20 m      | Luigi Nieddu Società Ginnastica Amsicora                                             | 3,10 m        |
| Salto in lungo                            | Oreste Zaccagna Virtus Atletica Bologna                                            | 6,37 m      | Arturo Nespoli Football Club Internazionale Milano                               | 6,10 m      | Antonio Garimoldi Unione Sportiva Milanese                                           | 6,09 m        |
| Salto in lungo da fermo                   | Oreste Zaccagna Virtus Atletica Bologna                                            | 3,015 m     | Carlo Butti Football Club Internazionale Milano                                  | 2,91 m      | Non assegnata                                                                        | Non assegnata |
| Salto in lungo da fermo                   | Oreste Zaccagna Virtus Atletica Bologna                                            | 3,015 m     | Edoardo Sesti Società Bergamasca di Ginnastica e Sports Atletici Atalanta        | 2,91 m      | Non assegnata                                                                        | Non assegnata |
| Salto triplo                              | Antonio Garimoldi Unione Sportiva Milanese                                         | 13,03 m     | Renato Sandrini Sport Club Italia                                                | 12,84 m     | Carlo Andreoli Football Club Internazionale Milano                                   | 12,67 m       |
| Salto triplo da fermo                     | Oreste Zaccagna Virtus Atletica Bologna                                            | 9,30 m      | Carlo Butti Football Club Internazionale Milano                                  | 8,80 m      | Mario Gnocchi Sport Club Italia                                                      | 8,565 m       |
| Lanci                                     |                                                                                    |             |                                                                                  |             |                                                                                      |               |
| Getto del peso                            | Giuseppe Tugnoli Virtus Atletica Bologna                                           | 13,07 m     | Bruno De Lorenzi Virtus Atletica Bologna                                         | 11,12 m     | Armando Poggioli Società Ginnastica Panaro Modena                                    | 10,86 m       |
| Getto della pietra (6,4 kg)               | Giuseppe Tugnoli Virtus Atletica Bologna                                           | 17,71 m     | Carlo Butti Football Club Internazionale Milano                                  | 16,28 m     | Armando Poggioli Società Ginnastica Panaro Modena                                    | 15,14 m       |
| Lancio del disco                          | Giuseppe Tugnoli Virtus Atletica Bologna                                           | 38,93 m     | Bruno De Lorenzi Virtus Atletica Bologna                                         | 38,52 m     | Armando Poggioli Società Ginnastica Panaro Modena                                    | 34,18 m       |
| Lancio del giavellotto                    | Gianercole Salvi Virtus Atletica Bologna                                           | 37,41 m     | Oreste Passuti Sempre Avanti Bologna                                             | 36,66 m     | Emilio Brambilla Forza e Coraggio Milano                                             | 33,97 m       |
| Lancio del giavellotto stile libero       | Luigi Nieddu Società Ginnastica Amsicora                                           | 50,25 m     | Giuseppe Tugnoli Virtus Atletica Bologna                                         | 48,06 m     | Carlo Butti Football Club Internazionale Milano                                      | 47,06 m       |

### La corsa campestre del 22 marzo ad Alessandria
Il campionato italiano di corsa campestre si tenne il 22 marzo ad Alessandria; il percorso aveva una lunghezza di 7 km.
| Specialità             | Oro                                          | Prestazione | Argento                                   | Prestazione | Bronzo                                     | Prestazione |
| Corsa campestre (7 km) | Giuseppe Bausola Unione Sportiva La Piemonte | 26'40"0     | Pietro Perino Unione Sportiva La Piemonte | 27'47"0     | Carlo Martinenghi Unione Sportiva Milanese | 27'49"0     |

### La maratona e la marcia 42 km del 29 novembre a Legnano
I titoli di campione italiano di maratona e marcia 42 km furono assegnati a Legnano il 29 novembre. Il percorso di 42 km con partenza da Legnano passava da Gallarate per poi tornare a Legnano, proseguire fino a Rho e tornare a Legnano, dove era posto il traguardo.
| Specialità       | Oro                                      | Prestazione | Argento                           | Prestazione | Bronzo                                           | Prestazione |
| Maratona (42 km) | Umberto Blasi Macao Roma                 | 2h38'00"4/5 | Florestano Benedetti SPES Livorno | 2h42'00"0   | Angelo Malvicini Post Resurgo et Libertas Milano | 3h03'00"0   |
| Marcia 42 km     | Donato Pavesi Unione Sportiva Abbiatense | 3h56'34"    | Carlo Cattaneo Agamennone Milano  | 4h05'00"    | Mario Puricelli Unione Sportiva Milanese         | 4h15'00"    |